# Фудбалски савез Луксембурга
Фудбалски савез Луксембурга (фр. Fédération Luxembourgeoise de Football) ФЛФје највиша фудбалска организација у Луксембургу која руководи развојем фудбалског спорта, организовањем такмичења у земљи и води бригу о Фудбалској репрезентацији Ликсембурга.
Фудбал се у Луксембургу почео играти почетком 20. века, када су и основани први клубови. Фудбалски савез Луксембурга основан је 1908. године. У Луксембургу тенутно (крај 2007. има 109 фудбалских клубова.
Чланом Светске фудбалске федерације ФИФА је постао 1910, а Европске фудбалске уније УЕФА 1954.
Председник савеза је од 2004. Пол Филип
Лигашка такмичење се одржавају од 1910, а први првак је био Расинг (Racing FC Union Luxembourg) из Луксембурга, а највише успеха је имао Женес (AS La Jeunesse d'Esch). Национални куп се игра од 1922. Највише трофеја је освојио Ред Бојс (Red Boys Differdange).
Фудбалска репрезентација Луксембурга је своју прву утакмицу одиграла у Луксембургу 29. октобра 1911.против репрезентације Француске и изгубила са 4:1.
Боја дресова репрезентације је црвена или плава.
Редовни су учесници свих репрезентативних и клупских такмичења, али без вреднијих резултата. Од 206 национаних репрезентација чланица ФИФА резентација Луксембурга (фебруар 2008.) заузима 154 место.